# 파라볼라 안테나

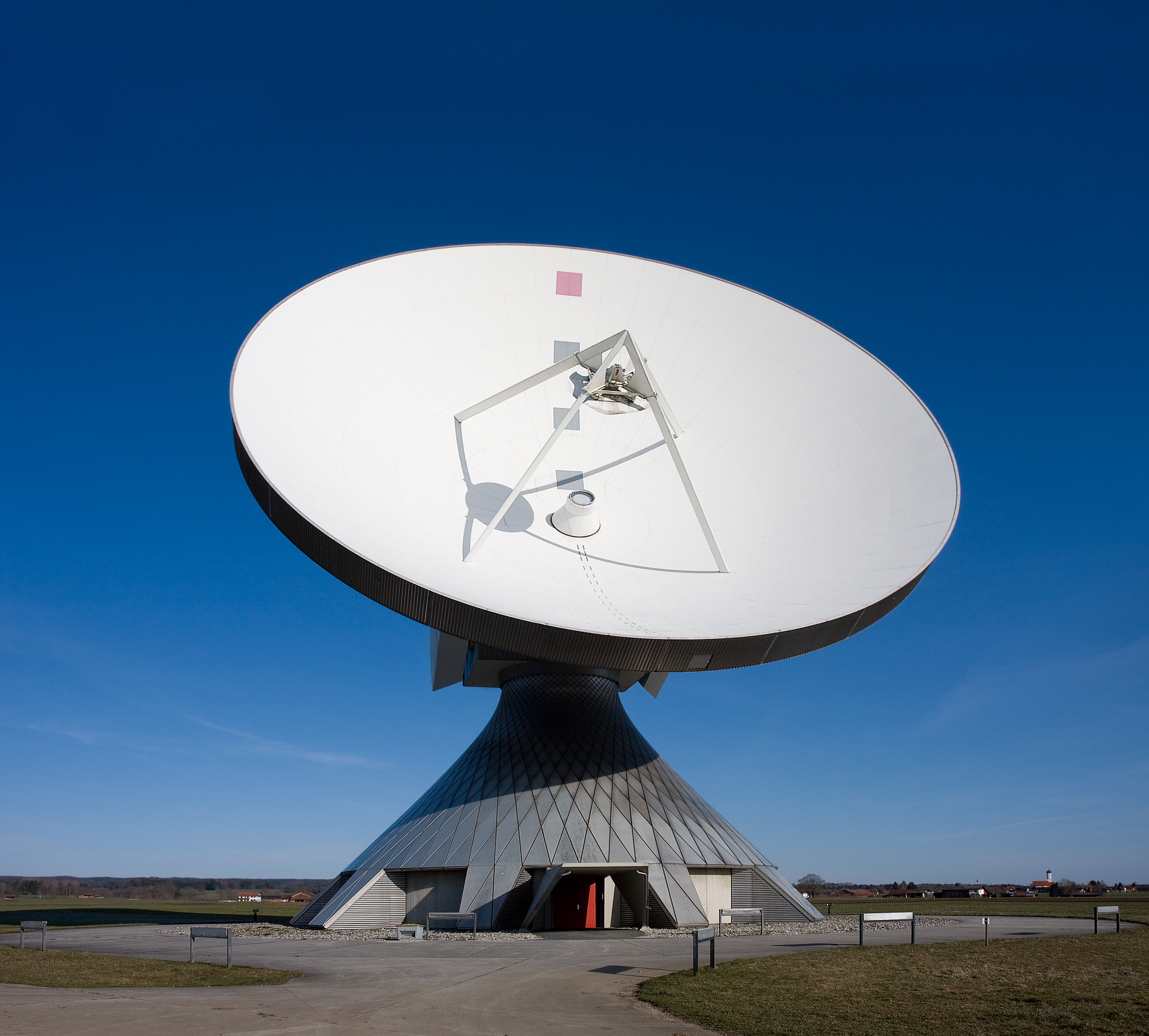
독일 바이에른주 라이스팅에 있는 위성 통신을 위한 파라볼라 안테나

파라볼라 안테나(영어: parabolic antenna)는 포물선 반사를 이용한 안테나이다. 포물선 회전체의 단면을 반사판으로 삼아 수집한 전파를 초점에 모을 수 있도록 설계되어 있다. 보통 접시와 닮은 모양새를 하고 있어서 접시 안테나라고도 한다. 지향성이 커서 위성 통신과 같은 초고주파 대역의 전파를 사용하는데 주로 쓰인다.
지향성이 큰 반면에 전파 수집 영역(화각)이 좁고 반사판의 크기가 최소한 이용하고자 하는 전파의 파장보다 커야 한다.
파라볼라 안테나는 지향성 안테나로서 점대점 통신에 주로 쓰인다. 사용하는 서비스로는 도시 사이 방송 통신 신호의 마이크로웨이브 전송, 무선 네트워크를 위한 데이터 전송, 위성 통신 등이 있다. 전파망원경에도 활용된다.
또 다른 예로는 레이다를 들 수 있다. 레이다는 직진성이 강한 협대역 전파를 발사하고, 이 전파가 목표에 부딪혀 반사되는 신호를 수집하여 목표물을 추적한다. 위성 방송 역시 수신기에 파라볼라 안테나를 사용한다.
1887년 독일의 물리학자 하인리히 헤르츠가 파라볼라 안테나를 고안하였다. 그는 전파 실험을 위해 포물체 반사면 가운데 송수신용 겸용의 쌍극 안테나를 넣는 방식의 안테나를 사용하였다.

파라볼라 안테나는 포물체 반사 원리를 이용한다. 포물선의 법선에 수직하여 들어오는 전자기파의 반사는 포물선의 초점에 모이게 된다. 이러한 포물체 반사를 이용하는 다른
사례로는 손전등, 반사망원경과 같은 것들이 있다.

## 디자인

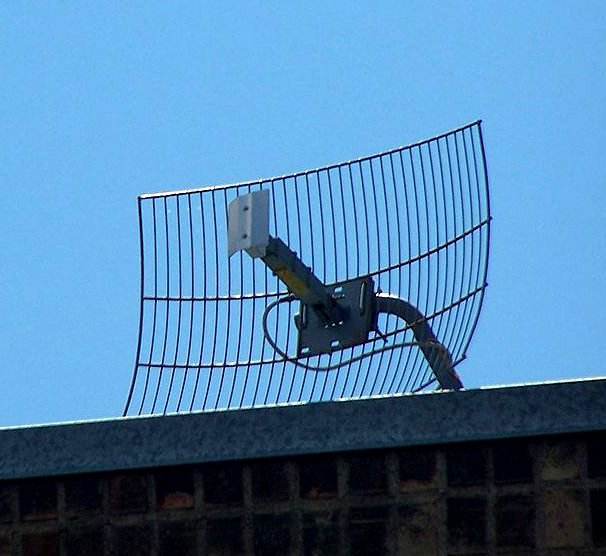
2.5-2.7 GHz 주파수 대역의 다채널 다분배 서비스(Multichannel Multipoint Distribution Service, MMDS)에서 사용되는 격자형 파라볼라 안테나. 편광화된 신호만을 반사하여 초점의 쌍극 안테나에 전달한다.

반사에 따른 파라볼라 안테나의 종류

파라볼라 안테나의 원리는 접시 모양의 반사면에 의해 반사된 전파가 앞면의 초점에 모이도록하여 수신 전파의 강도를 높이는 것이다. 이렇게 초점에 모여 강도가 높아진 전파는 전기 비저항을 낮추도록 임피던스 정합이 되어 있는 안테나를 통해 전기 신호로 변환되어 유선으로 전송된다.
파라볼라 안테나는 일반적으로 전파를 반사하여 초점에 모으는 포물반사면과  이를 수집하여 전송하는 피드 안테나로 이루어진다. 포물반사면은 포물체의 일부를 이용하는데 대개 가장자리가 원이 되도록 제작한다.  전송용인 경우엔 초점의 자리에 전기 신호를 전파로 바꾸어 송출하는 송신기를 둔다.

### 종류
포물면 반사는 포물면 전체에서 일어나 어느 구간에서든 전파를 초점으로 보낸다. 따라서 반사면이 포물선의 꼭짓점을 반드시 포함할 필요는 없다.
- 동축 반사형(Axial 또는 Front feed): 포물선의 꼭지점이 반사면의 정 가운데 놓이는 방식이다. 이 방식은 설계가 쉽다는 장점이 있지만, 피드 안테나와 지지대가 반사면의 일부를 가리게 되는 단점이 있다.[3]

- 오프셋형 (Off-axis 또는 Offset Feed): 포물선의 꼭지점을 벗어난 구간으로 반사면을 만드는 방식이다. 초점이 반사면을 벗어나 잡히게 되므로 반사면 전체를 이용할 수 있다. 대신 반사면을 설치할 때 전파원의 방향에 대한 주의가 필요하다.[4]

- 카세그레인 안테나: 포물면의 초점에 이중으로 반사경을 달고 피드 안테나는 반사면 쪽에 부착하는 방식이다. 전파망원경과 같이 거대한 파라볼라 안테나에 쓰인다.[5]

- 그레고리언 안테나: 카세그레인과 유사하나 초점의 반사면을 타원면으로 만들어 안테나 효율을 더 올렸다. 카세그레인의 수신 효율이 60 - 70%인데 반해 그레고리언 안테나는 그 이상이다.[3]

포물반사면이 이물질에 오염되거나 눈,비와 같은 환경으로부터 손상되는 것을 막기 위해 덮개를 씌우는 경우도 많다. 덮개의 재질에 따라 안테나 효율은 -10 dB까지 떨어질 수 있다.

### 포물반사면
포물반사면은 이용 주파수 대역의 전파의 반사율이 높은 금속으로 만드는데, 보통 "접시" 모양이지만  스크린, 격자 등 다른 형태로 만들기도 한다. 반사면의 모양에 따라 전파의 진행 모양이 달라지게 된다. 반사면의 크기는 최소한 이용 주파수의 파장보다 커야한다. 반사면이 커지면 더 많은 전파를 한 데 모을 수 있어 신호 수신에 유리하지만, 제작 비용 역시 커지게 되므로 용도에 따라 반사면의 크기를 적절히 사용하게 된다. 가정용 위성 방송 수신 안테나는 45 - 55 cm 정도의 반사면이 쓰인다. 반면에 먼 우주에서 오는 전파를 수신하는 전파망원경은 매우 큰 반사면을 갖는다. 아레시보 천문대의 전파망원경 반사면 지름은 305 m에 달한다.

### 피드 안테나
피드 안테나는 보통 쌍극 안테나나 피드 혼을 사용한다. 보다 복잡한 것으로는 초점 자리에 반사경을 달고 피드 안테나를 반사면 쪽으로 부착시키는 카스그랭 안테나가 있다. 피드 안테나는 동축 케이블로 이루어진 전송선이나 도파관에 연결되어 신호를 전달한다.

## 역사

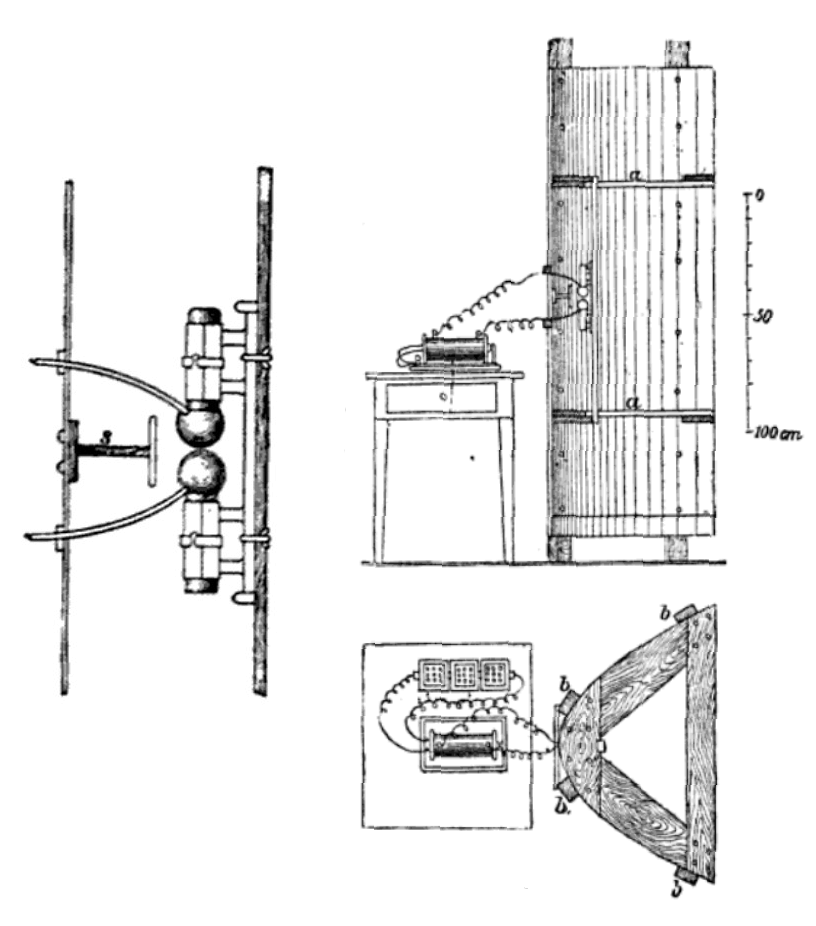
1888년 하인리히 헤르츠가 제작한 최초의 파라볼라 안테나

포물반사면을 사용한 광학 망원경은 이미 15세기부터 제작되고 있었다. 반사망원경은 카세그레인 안테나와 비슷한 이중 반사 구조를 가지고 있다.
독일의 물리학자 하인리히 헤르츠는 1888년 포물반사판을 부착한 최초의 파라볼라 안테나를 제작하였다. 헤르츠의 안테나는 반사망원경과 같이 원통형으로 제작되었고 초점의 피드 안테나로는 쌍극 안테나가 쓰였다. 크기는 높이 2 미터, 폭 1.2 미터였고, 초점 거리는 0.12 미터였다. 헤르츠는 450 MHz 주파수를 사용하였다. 헤르츠는 이 기구를 사용하여 22년 전 제임스 클러크 맥스웰이 예언하였던 전자기파 복사를 입증하였다.  그러나 초기의 전자기파 이용은 낮은 주파수 대역에서만 이루어졌기 때문에 파라볼릭 안테나 보다는 쌍극 안테나나 야기 안테나와 같은 형태의 것들이 더 유용하였다.
1930년대에 들어 이탈리아의 라디오 기술 선구자 굴리엘모 마르코니가 UHF 대역을 사용하한 무선 통신 실험을 위해 실용성 있는 파라볼라 안테나를 제작하였다.  1931년에는 마이크로파 전송을 이용하여 영국 해협을 사이에 둔 무선 통신이 시연되었다. 이 실험을 위해 지름 3 미터의 파라볼라 안테나가 쓰였다.  1937년 그로트 레버가 자신의 집 뒷마당에 지름 9 미터의 파라볼라 안테나를 세워 전파망원경을 만들었다. 이는 포물반사면을 이용한 최초의 전파망원경이었다. 이로서 레버는 전파천문학의 창립자가 되었다.
제2차 세계대전 동안 군사용 레이다의 개발이 필요해지자 다양한 지향성 파라볼라 안테나가 개발되었다.  전쟁 후에는 거대 전파 망원경들이 제작되기 시작하였다. 대표적으로 1962년 미국 웨스트버지니아 주에 세워진 지름 100 미터의 그린뱅크 망원경과 같은 것이 있다.
1960년대에 들어 파라볼라 안테나는 방송 통신 각 영역에서 매우 넓게 사용되기 시작하였다.  1962년 영국의 콘월주에 설치된 군힐리 위성지구국에는 최초의 위성 통신용 파라볼라 안테나가 설치되었다. 1963년 일본의 일본전신전화, KDDI, 미쓰비시 전기가 협력하여 최초의 카스그랭 안테나를 개발하였다.  1970년대에 들어 컴퓨터 공학이 발달하면서 계산용 전자파 코드(Numerical Electromagnetics Code, NEC)가 개발되어 파라볼라 안테나의 설계에 많은 진전을 가져다 주었다.

## 이득

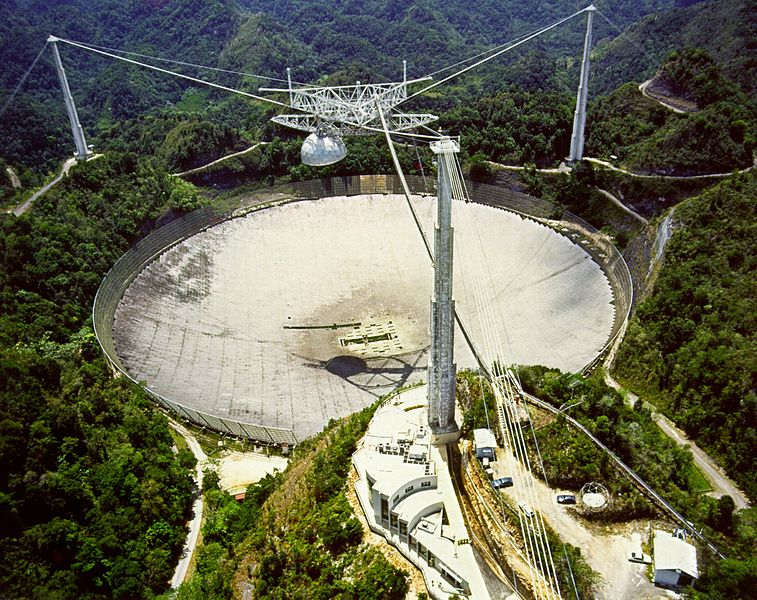
아레시보 천문대 전파망원경. 지름 305 m로 세계에서 두 번째로 큰 "접시"이다. 안테나 이득은 2.38 GHz에서 70 dBi로 자연상태의 전파 대비 천만배의 증폭 효과가 있다. 이 안테나는 계곡 지형을 깍아서 만들었기 때문에 움직이지는 않는다. 따라서 지구 자전에 따라 포착되는 범위를 관측한다.

안테나의 이득은 등방적 복사체로부터 전송되는 신호를 수집하여 증폭하는 정도를 나타내는 단위로 보통 dBi 로 표현한다.
{\displaystyle G={\frac {4\pi A}{\lambda ^{2}}}e_{A}=\left({\frac {\pi d}{\lambda }}\right)^{2}e_{A}}
- {\displaystyle A}: 반사면 구경의 넓이, 둘레가 원형으로 된 포물반사면이라면 그 둘레가 만드는 원의 넓이가 된다.
- {\displaystyle d}: 포물반사면의 지름
- {\displaystyle \lambda }: 전파의 파장
- {\displaystyle e_{A}}: 0에서 1 사이의 값을 갖는 무차원 인자, "안테나 유효 구경"이라고 한다. 파라볼라 안테나의 e_A 값은 0.55에서 0.70 사이이다.

위 식에서 나타난 바와 같이 안테나의 구경이 전파의 파장보다 크면 안테나는 원 신호보다 증폭된 이득을 갖게 되며, 구경이 클 수록 이득도 크다. 전파천문학의 일반적 주파수인 1.42 GHz의 파장은 21 cm로 25 m 구경의 파라볼라 안테나를 사용하면 약 50 dBi (10 만배)의 이득을 기대할 수 있다.

## 같이 보기
- 전파망원경
- 위성 방송
- 위성 통신